# Strafversetzt – Mord in Manhattan
Strafversetzt – Mord in Manhattan (Originaltitel: Exiled: A Law & Order Movie) ist ein Fernsehfilm der Drehbuchautoren Dick Wolf und Charles Kipps, der auf der Krimi- und Anwaltsserie Law & Order basiert. Er wurde am 8. November 1998 auf NBC ausgestrahlt, in Deutschland am 18. März 2007 auf RTL. Die Geschichte ist nach der Strafversetzung des  Detective Mike Logan angesiedelt. Kipps erhielt 1999 den Edgar Allan Poe Award für sein Drehbuch.

## Handlung
Der Film beginnt drei Jahre nach Detective Mike Logans letztem Auftritt bei Law & Order im Jahre 1995. Am Ende der Folge Vorurteile schlug Logan einem korrupten, homophoben Politiker nach dessen Freispruch von einer Mordanklage vor dem Gerichtshaus im Beisein mehrerer Reporter ins Gesicht. Er verlor zwar seinen Job nicht, wurde aber der Abteilung für häusliche Streitigkeiten auf Staten Island „administrativ neu zugewiesen“. Während er noch versucht, mit den Gefühlen von Zurückweisung und Isolation zurechtzukommen, bietet ihm das Schicksal eine Chance auf Erlösung, als er unerwartet auf einen in Vergessenheit geratenen Mordfall stößt.
Der Fall könnte potentiell eine Verschwörung korrupter Polizisten aufdecken, weswegen ihn sein Vorgesetzter wiederholt anweist, den Fall den „richtigen“ Polizisten beim New York City Police Department zu überlassen. Logan sieht den Fall als lang erhoffte Chance, seine Karriere wiederzubeleben und wieder als Mordermittler eingesetzt zu werden. Der Fall führt ihn schließlich zum Dezernat des 27. Bezirks, von welchem er zuvor versetzt worden war.
Logan beginnt außerdem eine Romanze mit einer Verwandten des Opfers. Bald muss er sich zwischen der Frau und seinem Traum, wieder ein Mordermittler beim NYPD zu werden, entscheiden.

## Besetzung
Der Rapper Ice-T hatte in dem Film seine erste Rolle bei Law & Order. Später spielte er Det. Fin Tutuola in Law & Order: Special Victims Unit.
Dana Eskelson spielt später eine Verdächtige in Law & Order: Criminal Intent (Staffel 3). Außerdem war sie zweimal in Law & Order: Special Victims Unit zu sehen, einmal als Vergewaltigungsopfer (Staffel 4), das zweite Mal als Mutter.
Paul Guilfoyle, der in CSI: Vegas die Rolle des Captain beim LVPD spielt, spielte einen Detective unter Van Burens Kommando. Zuvor trat er in der Pilotfolge von Law & Order, Ehrenwerte Killer (Originaltitel: Everybody’s Favorite Bagman) als Mordverdächtiger auf.
Dabney Coleman trat 2009 in der Law & Order: Special Victims Unit Episode 10x13 Demenz als Frank Hager, einem Berufsverbrecher, auf.

## Synchronisation
| Rolle                       | Schauspieler        | Synchronsprecher  |
| --------------------------- | ------------------- | ----------------- |
| Det. Mike Logan             | Chris Noth          | Dirk Bublies      |
| Lt. Kevin Stolper           | Dabney Coleman      | Frank-Otto Schenk |
| Det. Frankie Silvera        | Dana Eskelson       | Debora Weigert    |
| Det. Tony Profaci           | John Fiore          | Stefan Gossler    |
| Capt. Don Cragen            | Dann Florek         | Klaus Jepsen      |
| EADA Jack McCoy             | Sam Waterston       | Rüdiger Evers     |
| Det. Lennie Briscoe         | Jerry Orbach        | Reinhard Kuhnert  |
| Lt. Anita van Buren         | S. Epatha Merkerson | Sonja Deutsch     |
| Det. Rey Curtis             | Benjamin Bratt      | Christoph Banken  |
| Det. Sammy Kurtz            | Paul Guilfoyle      | Helmut Gauß       |
| Seymour „Kingston“ Stockton | Ice-T               | Thomas Petruo     |
| Gianni Uzielli              | Costas Mandylor     | Johannes Berenz   |
| Don Giancarlo Uzielli       | Tony Musante        | Roland Hemmo      |
| Georgeanne Taylor           | Nicole Ari Parker   | Carola Ewert      |
| Dr. Elizabeth Rodgers       | Leslie Hendrix      | Peggy Sander      |
| Detective Doyle             | Meg Gibson          | Velia Krause      |

## Veröffentlichung auf DVD
Universal Studios Home Entertainment veröffentlichte den Film auf DVD (Region 1) am 12. Juni 2012. Der Film ist nicht in der Law & Order: Complete Series DVD-Box enthalten.